# Ридель, Клаус Йозеф
Ридель, Клаус Йозеф (нем. Claus Josef Riedel; 19 февраля 1925 — 17 марта 2004, Генуя) — австрийский производитель бокалов для вина и бренди, представитель династии производителей стекольной продукции, глава фирмы Riedel.
Сын производителя линз и стёкол для светофоров Вальтера Риделя (1895—1974).
В 1956 купил за 1 шиллинг австрийский завод, за которым числился долг 18 миллионов шиллингов, и занялся производством художественного стекла.
Клаус Ридель выяснил, что вкус и аромат вина в достаточной степени зависят от формы бокала, в которое оно налито. Это революционное открытие проложило начало производству винных бокалов, дизайн которых позволял наиболее полно выявить вкус и аромат напитков. Ридель создал различные типы бокалов для вин разных регионов Франции, Австрии, Италии, текилы, аквавита, вермута, киршвассера, граппы и других напитков.
В 1973 году Клаус Ридель при участии Итальянской Ассоциации Соммелье (ASI) создал коллекцию Sommeliers из 10 бокалов ручной работы. Она была отмечена многочисленными международными наградами, получила всемирное признание и является самой известной на сегодняшний день торговой маркой винных бокалов ручной работы. Каждый бокал этой коллекции изготавливается вручную и содержит более 24 % свинца. Современная версия этой коллекции создана сыном Клауса — Георгом Риделем, который расширил линию Sommeliers до 30 бокалов. В 1991 году в журнале The Wine Advocate знаток вина Роберт Паркер охарактеризовал их как «самые изысканные бокалы, как с технологической, так и с гедонистической стороны. Действие этих бокалов на изысканные вина необыкновенно. Вряд ли я могу преувеличить, насколько иным предстает вино, налитое в эти бокалы».
Бокалам Риделя было присвоено 28 международных наград. Изобретённые Риделем формы бокалов ныне считаются классическими и используются на профессиональных дегустациях. Георг Ридель, старший сын Клауса Риделя, основал отделение компании в США.